# Ardisia etindensis
Espèce
Statut de conservation UICN

 CR A1c+2c : 
En danger critique
Ardisia etindensis est une espèce de plantes à fleurs de la famille des Primulaceae. Elle est originaire du Cameroun. Elle est inscrite comme étant en danger critique d'extinction dans la liste rouge des espèces menacées de l’UICN.

## Étymologie
Son épithète spécifique etindensis fait référence au mont Etinde, plus connu sous le nom de Petit mont Cameroun.

## Classification
Cette espèce a été décrite en 1979 par le botaniste Auguste Taton (1914-1989). En classification classique de Cronquist (1981) et en classification phylogénétique APG II (2003) le genre Ardisia est assigné à la famille des Myrsinaceae, puis en classification phylogénétique APG III (2009) à celle des Primulaceae.